# Igor Irodov
Igor Yevgenyevich Irodov (Em russo: Игорь Евгеньевич Иродов; 16 de Novembro de 1923 em Murom - 22 de Outubro 2002) foi um físico russo conhecido por seu livro Problems in General Physics (Problemas em Física Geral), obra altamente respeitada. Seus livros são indicados para preparo da Olimpíada Internacional de Física em muitos países. Ele tambem escreveu "Leis básicas do eletromagnetismo" e "Leis fundamentais da mecânica".
Igor Irodov nasceu em Murom, Oblast de Vladimir, RSFSR, Em 1931 sua familia se mudou para Moscou. Igor Irodov serviu o Exercito Russo durante a segunda guerra mundial entre 16 de outubro de 1941 e 23 de novembro de 1945.  Em 1946 ele foi admitido no Instituto Nacional de Pesquisa Nuclear. Igor Irodov recebeu seu grau de ciência (primeira pós-graduação grau científico na Rússia) do Instituto de Engenharia Física de Moscou em 1954. Seu orientador foi Lev Artsimovich. Igor Irodov foi membro da Instituto de Engenharia Física de Moscou desde então até sua morte. Desde 1977 ele foi professor da cadeira de "Física Geral". Ele dedicou 26 anos de sua vida criando o curso completo de Física Geral.
Seu livro, Problems in General Physics (Problemas em Física Geral) é considerado com um dos livros com questões mais complexas e exigentes, exigindo do estudante um conhecimento conceitual completo. Livro tambem indicado para preparação do IIT-JEE (Exame de admissão do Instituto Indiano de Tecnologia), normalmente, quase todo vestibulando de engenharia na Índia conhece Irodov.